# Герард ван Шаген

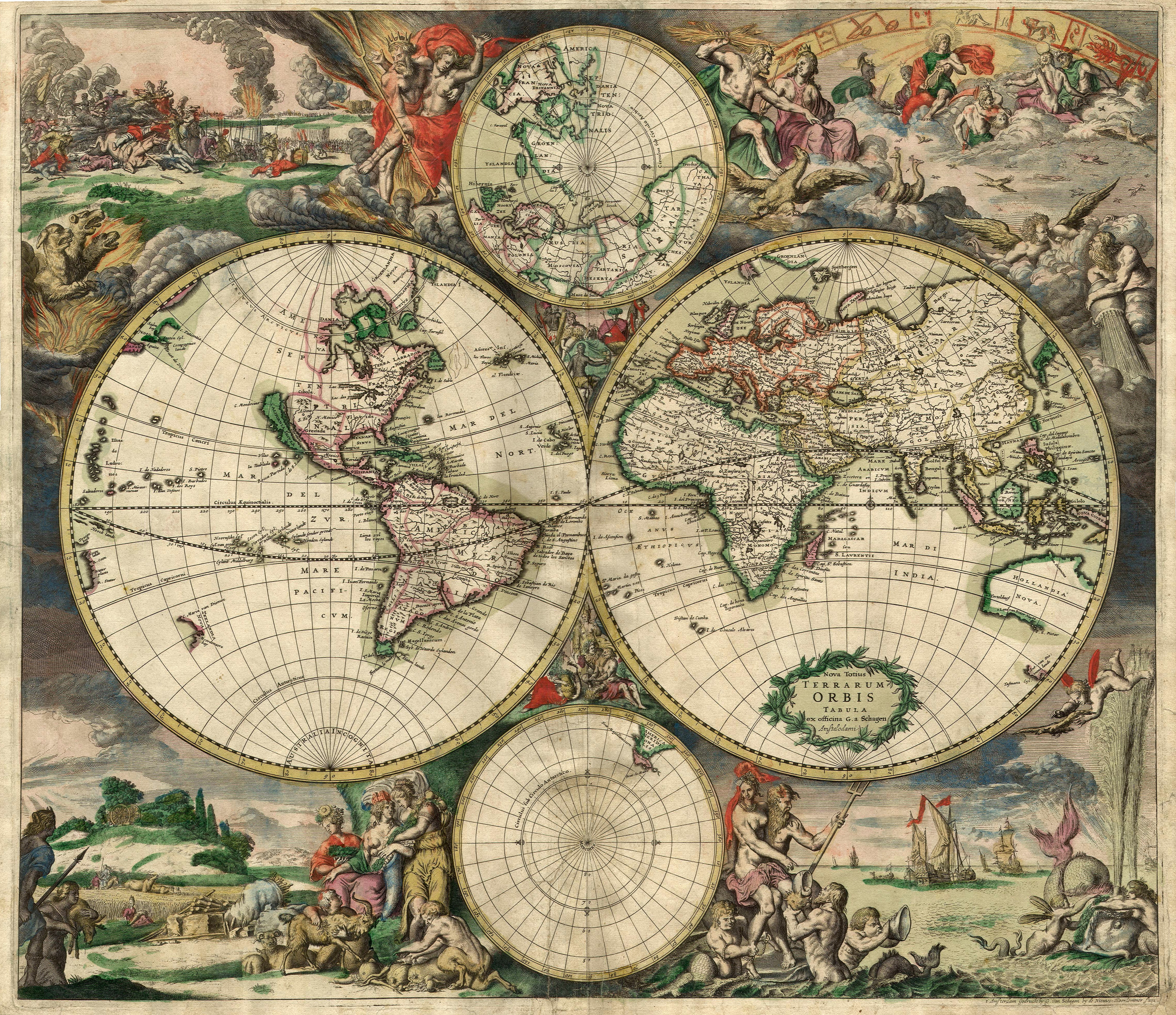
Карта світу Герарда ван Шагена, 1689 рік

 Герард ван Шаген (нід. Gerard van Schagen; 1642 — 1724) — нідерландський гравер та картограф. Довгий час працював в Амстердамі.

## Україна на картах ван Шагена
На його карті 1689 року на схід від Бєлгорода є напис — «OGRAINA» (Окраїна). Приазов'я позначено як Дике поле (Dikoia Pole). Українські землі в складі Речі Посполитої — Червона Русь (Russia Rubra), Волинь (Volinia), Поділля (Podolia). Це одна із перших карт, які були створені після «Вічного миру» 1686 року
1689 р. Карта «Nova totius TERRARUM ORBIS…» (Карта світу). На мапі українські землі показано ще до «Вічного миру». З українських міст — Київ; українські землі в складі Польщі (Polonia); Південна Україна — Мала Тартарія; теперішня Росія — Московія (Moscovia).